# Pavel Tsjesnokov
Pavel (Paul) Grigorievitsj Tsjesnokov (Chesnokov) (Russisch: Па́вел Григо́рьевич Чесноко́в) (Voskresensk (nu: Istra district Zvenigorodskogo van het Gouvernement 12 van Moskou), 24 oktober 1877 – Moskou, 14 maart 1944) was een Russisch componist, dirigent en muziekpedagoog. Hij componeerde meer dan 500 koorwerken, waarvan rond 400 als kerkmuziek gecomponeerd zijn.   

## Levensloop
Tsjesnokov begon op vijfjarige leeftijd met het zingen in een kerkkoor. Hij kreeg zijn basisopleiding aan de Synodale School voor Kerkmuziek in Moskou. In 1895 studeerde hij af aan deze school met een gouden medaille. Omdat hij Sergej Tanejev, de toenmalige directeur, kende, begon hij met zijn muziekstudie aan het Moskous Conservatorium P.I. Tsjaikovski waar hij van 1895 tot 1899 compositie studeerde bij Tanejev en bij G.E. Konjusas (1862–1933). 
Tanejev was een grote deskundige op het gebied van de geschiedenis van de Russische muziek en vooral de polyfonische setting van koormuziek. De polyfonie vormt de basis van de Russische kerkmuziek sinds de 17e eeuw. Daarvoor werd zes eeuwen lang, sinds de Russische kerstening in het jaar 988, monofone muziek gezongen. De charme van deze eeuwenoude muziekstijl wist Tsjesnokoff geschikt te combineren met de polyfonie.  
Tsjesnokov studeerde aansluitend nog orkest- en koordirectie en compositie bij Sergey Vassilenko en Michail Ippolitov-Ivanov. Hij deed in 1917 eindexamen aan het Moskous Conservatorium. Tegelijkertijd werkte hij als docent aan een kerkmuziekschool in Moskou, was koorleider bij een aantal basis- en middelbare scholen en was uiteindelijk ook dirigent van het Russisch Koor van de Koorvereniging.
Tsjesnokov componeerde voor de Russisch-orthodoxe Kerk, maar na de Russische Revolutie werd de controle over wat hij kon schrijven groter. Er werd gedreigd met repressie tegen hemzelf en zijn familie, als hij verder kerkmuziek zou blijven schrijven. Meerdere koren kon hij niet meer dirigeren, het Kerkmuziek College in Moskou kreeg een andere naam en diende voortaan andere doelen. Hij was ook dirigent van het Moskous Akademiekoor en het koor van het Bolsjojtheater. Van 1917 tot 1928 was hij dirigent van het koor van de kerk Wassilys Neokesarijskogo te Tverisch. Verder was hij professor aan het Moskous Conservatorium. Na 1928 werd hem verboden nog geestelijke muziek te componeren. 
Hij had grote problemen zijn boeken over koor en koordirectie te publiceren. Hij vroeg de naar de Verenigde Staten vertrokken Sergej Rachmaninov om hulp. De communistische autoriteiten lieten de publicatie uiteindelijk toe nadat een kritisch voorwoord mee afgedrukt kon worden.
Hij had vijf broers die allen kerkzang hebben gestudeerd, en van wie zijn broer Alexandre Grigorievitsj Tsjesnokov (Chesnokov) (1890–1941) later van Moskou via Praag naar Parijs emigreerde.

## Composities

### Werken voor harmonieorkest
- 1912 Salvation is Created - Spasenie sodelal - Psalm 74:12
- Salvation Belongeth to Our God

### Missen en gewijde muziek
- 1897 Cherubic Hymn - Kheruvimskaya pesn
- Ah vi seni
- Angel vopiyashe
- Blessed is the Man - Blazhen muzh, op. 37 no 2
- Da ispravitsia molitva moya
- Da molchit
- Dostoyno yest
- Dubinushka
- Duh Tvoy blagiy
- Eternal memory
- Evening Sacrifice
- Gornimi Tikho letela Dousha...
- Holy Mother of God
- Hvalite imia Ghospodne
- In Days of Battle, cantate, op. 45
  1. Merciful God, bring healing
  2. O most gracious and generous Jesus
  3. To Thee, insurmountable wall (we call)
  4. Hasten to assist
  5. Thou, Mother of God
  6. Thee, (our) one and only
  7. On the bed of suffering
  8. Deliver us from evil
- Kanava
- Let all mortal flesh keep silent, op. 27, no. 1
- Let my prayer be set forth before Thee
- Let us take refuge in the holy mother of God
- Liturgiia prezhdeosviashchennykh
- Liturgy of St John Chrysostom (Liturgie van Sint Johannes Chrysostomus), op. 42
- Lord, welcome Thy servant
- Maloe Slavoslovie: Blagosloven esi, Gospodi
- Maundy Thursday hymn
- Milost' mira
- Na starom kurgane
- Ne imami iniya pomoshchi
- Ne otverzhi mene vo vremya starosti
- Nynye otpushchayeshi = Lord, now lettest Thou Thy servant depart
- O God, Save Thy People - Spasi, Bozhe
- O Lord, save those who fear God and hear us, op. 38, no 1
- O tebe raduyetsia
- Open the gates of mercy
- Ot yunosti moyeya
- Otche nash
- Oy, kabi Volga Matushka
- Paschal hours, voor sopraan, alt en gemengd koor
- Paschal hymn to the Virgin, voor sopraan en gemengd koor
- Praise the Lord from Heavens - Hvalite Ghospoda s nebes, op. 10 no 5
- Praise the Lord, O my soul, op. 40 no 1
- Plachu i ridayu
- Pod Tvyoyu Milost Pribegaem
- Prichastnykh, op. 25. "Spasenie sodelal"
- Raduytesia, pravednii
- Razboinika blagorazumnago, op. 40 no. 3

- Requiem no. 2 - Panihida, voor mannenkoor, op. 39
  1. The Great Litany
  2. Alleluia
  3. Troparion: Blessed be Thou, Lord, who hast taught me Thine law
  4. The Small Litany
  5. Psalms And Prayers To The Mother Of God
  6. Give Peace, O Lord
  7. Irmos, Chant 3
  8. The Small Litany
  9. Give Peace, O Lord
  10. Irmos, Chant 6
  11. Small Litany
  12. Soul Of Thy Servant...
  13. Trapation "Spirits of the righteous"
  14. The Augmented Litany
  15. Eternal Memory
- Revealing to you
- S nami Bog
- Sacred Choral Works, op. 43 
  1. "Presvyataya Bogoroditse"
  2. "What shall we call thee, O full grace"
  3. "Miloserdiya dveri otveri nam"
  4. "Ne umolchim nikogda, Bogoroditse"
  5. "Pod tvou milost pribegaem"
  6. "Zastupnitse userdnaya"
- Sovet prevechnii, op. 40, no. 2
- Shepot, robkoje dykhan'je - tekst: Afanasij Afanas'jevitsj Fet
- Svete tihiy
- The Great Litany
- The Litany of Fervent Supplication
- The Litany (before "The Lord's Prayer")
- The Litany During the Burial
- The Wise Thief, op. 6 no 4
- Thou Life of life
- Under thy merciful protection
- Velichit dusha
- Vesenneje uspokojenije - tekst: Fjodor Ivanovitsj Tjutsjev
- Vespers, op. 44
  1. Praise The Lord, O My Soul
  2. Blessed Be The Man
  3. Shining Light
  4. Today You Forgive
  5. Praise The Name Of The Lord
  6. Sunday Psalm "Angle Hosts"
  7. From The Days Of My Youth
  8. Those That Have Seen God's Resurrection (Chant From Kiev)
  9. Great Hymn Of Praise
  10. The Chosen Wojewoda (Chant From Kiev)
- Vo pole beriozonka
- Voskresni, Bozhe, op. 48, no.2
- Vsenoshchnoe bdenie
  1. Blagoslovi, dushe moia, Ghospoda
  2. Tebe poyem
- Why hast Thou rejected me
- Wisdom ; Holy Virgin, save us

### Muziektheater

#### Opera's
- Earth and Heaven, opera - libretto: naar Byron

### Kamermuziek
- Let my prayer come true", voor 3 trombones en tuba of 4 trombones

- Bibsys: 2036481
- Biblioteca Nacional de España: XX4877552
- Bibliothèque nationale de France: cb13900333x (data)
- CiNii: DA14356222
- Gemeinsame Normdatei: 134041011
- International Standard Name Identifier: 0000 0001 1062 0447
- Library of Congress Control Number: no91018678
- Nationale Bibliotheek van Letland: 000077465
- MusicBrainz: 50b60545-05e4-4159-9bc0-ac6719dc952e
- Nationale Bibliotheek van Tsjechië: jx20100329022
- Nationale Bibliotheek van Israël: 987007404794805171
- Nederlandse Thesaurus van Auteursnamen: 068015623
- Réseau des bibliothèques de Suisse occidentale: 02-A000195543
- Istituto Centrale per il Catalogo Unico: TO0V612288
- SNAC: w6cv67nj
- Système universitaire de documentation: 244144621
- Virtual International Authority File: 50433203
- WorldCat: E39PBJqW3xFq8dpCbQW3PwkMT3